# Echinocardium pennatifidum
Echinocardium pennatifidum is een zee-egel uit de familie Loveniidae. De wetenschappelijke naam van de soort werd in 1868 gepubliceerd door Alfred Merle Norman.

## Beschrijving
Deze zee-egel is tot 7 cm lang en heeft grovere, regelmatiger gerangschikte stekels dan andere Echinocardium-soorten. Het frontale ambulacrum ligt gelijk met de voorkant van het pantser. Deze soort is kritisch gescheiden van Echinocardium flavescens door het korte labrum en de afwezigheid van grotere stekels in de interambulacrale gebieden van de bovenzijde van de pantser.

## Verspreiding en leefgebied
Echinocardium pennatifidum is opgenomen rondom de Britse Eilanden, met uitzondering van de Noordzeekusten. Deze soort leeft begraven in grof grind en zand, meestal in het sublitorale gebied, gemeenschappelijk intergetijdengebied op de Kanaaleilanden.